# Oscar Roberto Domínguez
Óscar Roberto Domínguez Couttolenc M.G. (Puebla de Zaragoza, 13 de mayo de 1956) es un eclesiástico católico mexicano. Desde el 2024, fue designado por S.S. Francisco como arzobispo de Tulancingo, convirtiéndose en el tercer arzobispo y, a la vez, el decimocuarto ordinario a gobernar la Arquidiócesis de Tulancingo. Se desempeñó de 2007 a 2012 como obispo de Tlapa, de 2012 a 2024 fue el 2° obispo de Ecatepec.

## Biografía
Nació el 13 de mayo de 1956 en la ciudad de Puebla de Zaragoza.
En 1972, ingresó en el Seminario de los Misioneros de Guadalupe; donde realizó sus estudios eclesiásticos. Obtuvo la licenciatura en Filosofía y Teología en la Universidad Intercontinental.
Posteriormente cursó una maestría en Administración educativa, en la Universidad La Salle.

### Vida religiosa
Ingresó en el Instituto de Santa María para las Misiones Extranjeras, más conocidos como Misioneros de Guadalupe. Realizó la profesión solemne en 1982.
Su ordenación sacerdotal fue el 11 de junio de 1983 en su ciudad natal, a manos del arzobispo Rosendo Huesca y Pacheco. 
Comenzó su ministerio sirviendo en la arquidiócesis de Monterrey entre 1983 y 1986, donde fue vicario parroquial de Santa María Madre de la Iglesia, además de promotor vocacional y encargado de la animación misionera.
Más adelante, entre 1986 y 1991, fue misionero en Kenia (África): en la diócesis de Ngong colaboró dentro del trabajo misionero presente en las parroquias de Abosi y Mulot. También fungió como primer consejero de la Misión en Kenia. 
Al regresar a México, desempeñó responsabilidades dentro de su comunidad: ecónomo general y director administrativo y jurídico de la Universidad Intercontinental (1991-2003), y vicario general (2003-2007), a la vez que ejercía como capellán en diversas comunidades religiosas.

## Episcopado

### Obispo de Tlapa
El 27 de marzo de 2007 el papa Benedicto XVI lo nombró obispo de Tlapa. Fue consagrado el 11 de junio del mismo año, en el Seminario Diocesano Tonantzin Guadalupe, a manos del cardenal Norberto Rivera Carrera.
Dentro de la Provincia Eclesiástica de Acapulco, fue el responsable de la comisión de vocaciones y ministerios hasta el 2012.

### Obispo de Ecatepec

Escudo episcopal de Óscar Roberto Domínguez como obispo diocesano de Ecatepec. Destaca el lema Discípulo misionero.

El 17 de julio de 2012, fue nombrado obispo de Ecatepec.
En la Conferencia del Episcopado Mexicano (CEM) ha ocupado varios cargos: tesorero general (2009-2015), miembro ex officio de varios consejos internos, como el de Presidencia, el Permanente y el nacional de la Basílica de Santa María de Guadalupe, y responsable de la Dimensión del Clero (2016-2021). En 2022 formó parte del Consejo Interreligioso del Estado de México; por otra parte, ha sido miembro del Consejo Nacional de Protección a Menores.

### Arzobispo de Tulancingo

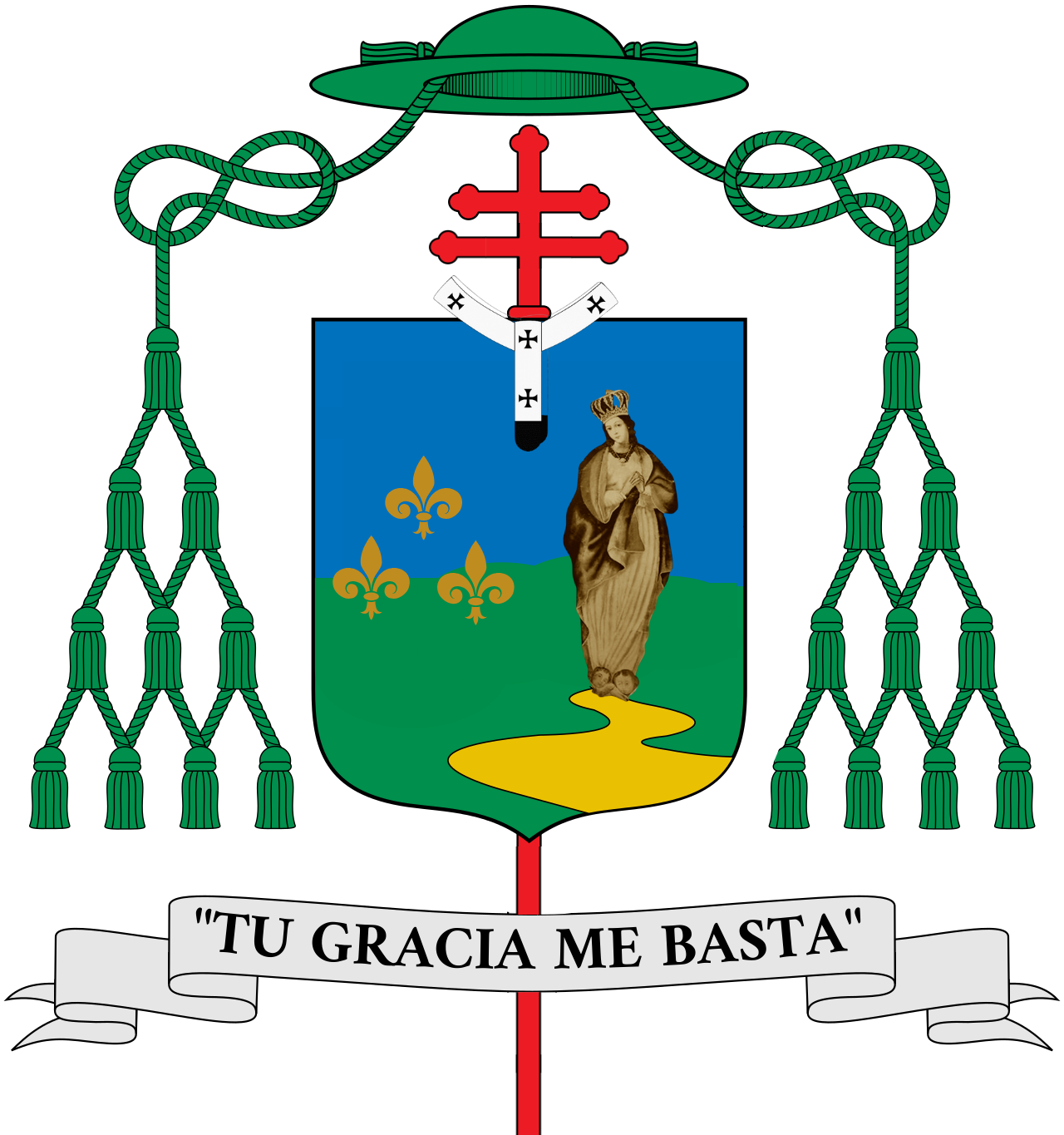
Escudo episcopal del Arzobispo de Tulancingo Óscar Roberto Domínguez Couttolenc

El 3 de julio de 2024, el papa Francisco lo nombró arzobispo de Tulancingo. Tomó posesión de la arquidiócesis el 29 de agosto del mismo año, en presencia de Joseph Spiteri, nuncio apostólico en México. El 14 de noviembre siguiente, dentro de la CEM, fue designado el responsable de la Dimensión Episcopal para la Pastoral de la Misión, durante el trienio 2024-2027.
El 29 de junio de 2025, el papa León XIV le impuso solemnemente el palio arzobispal en la Basílica de San Pedro.